# Boris Dimczew
Boris Dimczew (bułg. Борис Димчев, ur. w 1899, zm. ?) – bułgarski kolarz. Reprezentant Bułgarii na Letnich Igrzyskach Olimpijskich 1924 w Paryżu. Na igrzyskach uczestniczył w sprincie, w którym odpadł w pierwszej rundzie